# Podnoszenie ciężarów na Letnich Igrzyskach Olimpijskich 1996 – waga piórkowa mężczyzn
Rywalizacja w wadze do 64 kg mężczyzn w podnoszeniu ciężarów na Letnich Igrzyskach Olimpijskich 1996 odbyła się 22 lipca 1996 roku w hali Georgia World Congress Center. W rywalizacji wystartowało 36 zawodników z 26 krajów. Tytuł sprzed czterech lat obronił Turek Naim Süleymanoğlu. Srebrny medal wywalczył Grek Walerios Leonidis, a trzecie miejsce zajął Chińczyk Xiao Jiangang.

## Wyniki
| Pozycja | Zawodnik              | Reprezentacja     | Waga  | Rwanie | Rwanie | Rwanie | Podrzut | Podrzut | Podrzut | Wynik |
| Pozycja | Zawodnik              | Reprezentacja     | Waga  | 1      | 2      | 3      | 1       | 2       | 3       | Wynik |
| ------- | --------------------- | ----------------- | ----- | ------ | ------ | ------ | ------- | ------- | ------- | ----- |
| 1. !    | Naim Süleymanoğlu     | Turcja            | 63,90 | 145,0  | 147,5  | 147,5  | 180,0   | 185,0   | 187,5   | 335,0 |
| 2. !    | Walerios Leonidis     | Grecja            | 63,22 | 140,0  | 145,0  | 147,5  | 180,0   | 187,5   | 190,0   | 332,5 |
| 3. !    | Xiao Jiangang         | Chiny             | 63,15 | 140,0  | 145,0  | 145,0  | 170,0   | 177,5   | 177,5   | 322,5 |
| 4       | Jeorjos Dzelilis      | Grecja            | 63,50 | 137,5  | 142,5  | 145,0  | 172,5   | 177,5   | 180,0   | 322,5 |
| 5       | Adrián Popa           | Węgry             | 63,93 | 130,0  | 135,0  | 137,5  | 167,5   | 172,5   | 172,5   | 307,5 |
| 6       | Ilijan Iliew          | Bułgaria          | 63,90 | 137,5  | 137,5  | 142,5  | 162,5   | 167,5   | 167,5   | 305,0 |
| 7       | Mücahit Yağci         | Turcja            | 63,46 | 130,0  | 135,0  | 137,5  | 162,5   | 167,5   | 170,0   | 302,5 |
| 8       | Zoltán Kecskés        | Węgry             | 63,60 | 130,0  | 135,0  | 137,5  | 162,5   | 167,5   | 170,0   | 302,5 |
| 9       | Petyr Petrow          | Bułgaria          | 63,68 | 140,0  | 145,0  | 145,0  | 160,0   | 165,0   | 165,0   | 300,0 |
| 10      | Yoshihisa Miyaji      | Japonia           | 63,63 | 135,0  | 140,0  | 142,5  | 152,5   | 157,5   | 157,5   | 297,5 |
| 11      | Umar Edielchanow      | Rosja             | 63,90 | 132,5  | 137,5  | 137,5  | 162,5   | 162,5   | 162,5   | 295,0 |
| 12      | Eduard Darbinjan      | Armenia           | 63,61 | 132,5  | 132,5  | 132,5  | 160,0   | 160,0   | 167,5   | 292,5 |
| 13      | Hwang Hui-yeol        | Korea Południowa  | 63,88 | 127,5  | 132,5  | 132,5  | 157,5   | 160,0   | 162,5   | 292,5 |
| 14      | Liao Hsing-Chou       | Chińskie Tajpej   | 63,74 | 125,0  | 130,0  | 130,0  | 160,0   | 165,0   | 167,5   | 290,0 |
| 15      | Masato Tachibana      | Japonia           | 63,63 | 125,0  | 130,0  | 130,0  | 155,0   | 162,5   | 165,0   | 287,5 |
| 16      | Aleksandr Ochramienko | Kazachstan        | 63,65 | 122,5  | 122,5  | 127,5  | 155,0   | 160,0   | 165,0   | 287,5 |
| 17      | Vladimir Popov        | Mołdawia          | 63,74 | 125,0  | 130,0  | 135,0  | 157,5   | 162,5   | –       | 287,5 |
| 18      | Marius Cihărean       | Rumunia           | 63,90 | 130,0  | 130,0  | 130,0  | 155,0   | 155,0   | 160,0   | 285,0 |
| 19      | Lucian Maxinianu      | Rumunia           | 63,74 | 130,0  | 140,0  | 140,0  | 155,0   | 160,0   | 160,0   | 285,0 |
| 20      | Gustavo Majauskas     | Argentyna         | 63,99 | 120,0  | 125,0  | 125,0  | 155,0   | 160,0   | 160,0   | 285,0 |
| 21      | Wojciech Natusiewicz  | Polska            | 63,62 | 122,5  | 122,5  | 125,0  | 160,0   | 165,0   | 165,0   | 282,5 |
| 22      | Vernon Patao          | Stany Zjednoczone | 64,00 | 122,5  | 122,5  | 127,5  | 150,0   | 155,0   | 160,0   | 282,5 |
| 23      | Oleg Jem              | Kazachstan        | 63,59 | 125,0  | 130,0  | 130,0  | 145,0   | 150,0   | 155,0   | 280,0 |
| 24      | Azzedine Basbas       | Algieria          | 63,76 | 120,0  | 125,0  | 125,0  | 160,0   | 160,0   | 160,0   | 280,0 |
| 25      | Samson N'Dicka-Matam  | Kamerun           | 63,95 | 125,0  | 130,0  | 130,0  | 155,0   | 165,0   | 165,0   | 280,0 |
| 26      | Roger Berrio          | Kolumbia          | 63,63 | 120,0  | 122,5  | 122,5  | 150,0   | 150,0   | 155,0   | 277,5 |
| 27      | Alexi Batista         | Panama            | 63,87 | 122,5  | 122,5  | 130,0  | 150,0   | 160,0   | 160,0   | 272,5 |
| 28      | Jean Lavertue         | Kanada            | 63,92 | 125,0  | 125,0  | 125,0  | 145,0   | 150,0   | 152,5   | 270,0 |
| 29      | Fouad Bouzenada       | Algieria          | 63,98 | 115,0  | 120,0  | 120,0  | 147,5   | 152,5   | 152,5   | 267,5 |
| 30      | Alfonso Grullart      | Dominikana        | 63,79 | 115,0  | 115,0  | 115,0  | 145,0   | 145,0   | 152,5   | 260,0 |
| 31      | Francisco Cáceres     | Salwador          | 64,00 | 115,0  | 115,0  | 120,0  | 145,0   | 150,0   | 150,0   | 260,0 |
| 32      | Thanh Nguyen          | Stany Zjednoczone | 63,93 | 112,5  | 117,5  | 117,5  | 145,0   | 150,0   | 150,0   | 257,5 |
| 33      | Sandeep Kumar         | Indie             | 63,57 | 105,0  | 110,0  | 115,0  | 135,0   | 142,5   | 147,5   | 252,5 |
| 34      | Miodrag Kovačić       | Jugosławia        | 63,90 | 102,5  | 110,0  | 112,5  | 130,0   | 137,5   | 140,0   | 247,5 |
| -       | Tony Analau           | Wyspy Salomona    | 61,87 | 80,0   | 80,0   | 80,0   | –       | –       | –       | –     |
| -       | Wang Guohua           | Chiny             | 63,45 | 145,0  | 145,0  | 145,0  | –       | –       | –       | –     |